# 地蔵院 (倉吉市)
地蔵院（じぞういん）は、鳥取県倉吉市にある真言宗御室派の寺院。

## 歴史
この寺は、756年（天平勝宝8歳）行基によって創建されたと伝えられる。平安時代末期から鎌倉時代初期にかけて文覚や源頼朝らによって再興された。古くは千光寺という大寺の坊であったと伝えられるが、千光寺は水害などによって衰えたという。

## 文化財
重要文化財

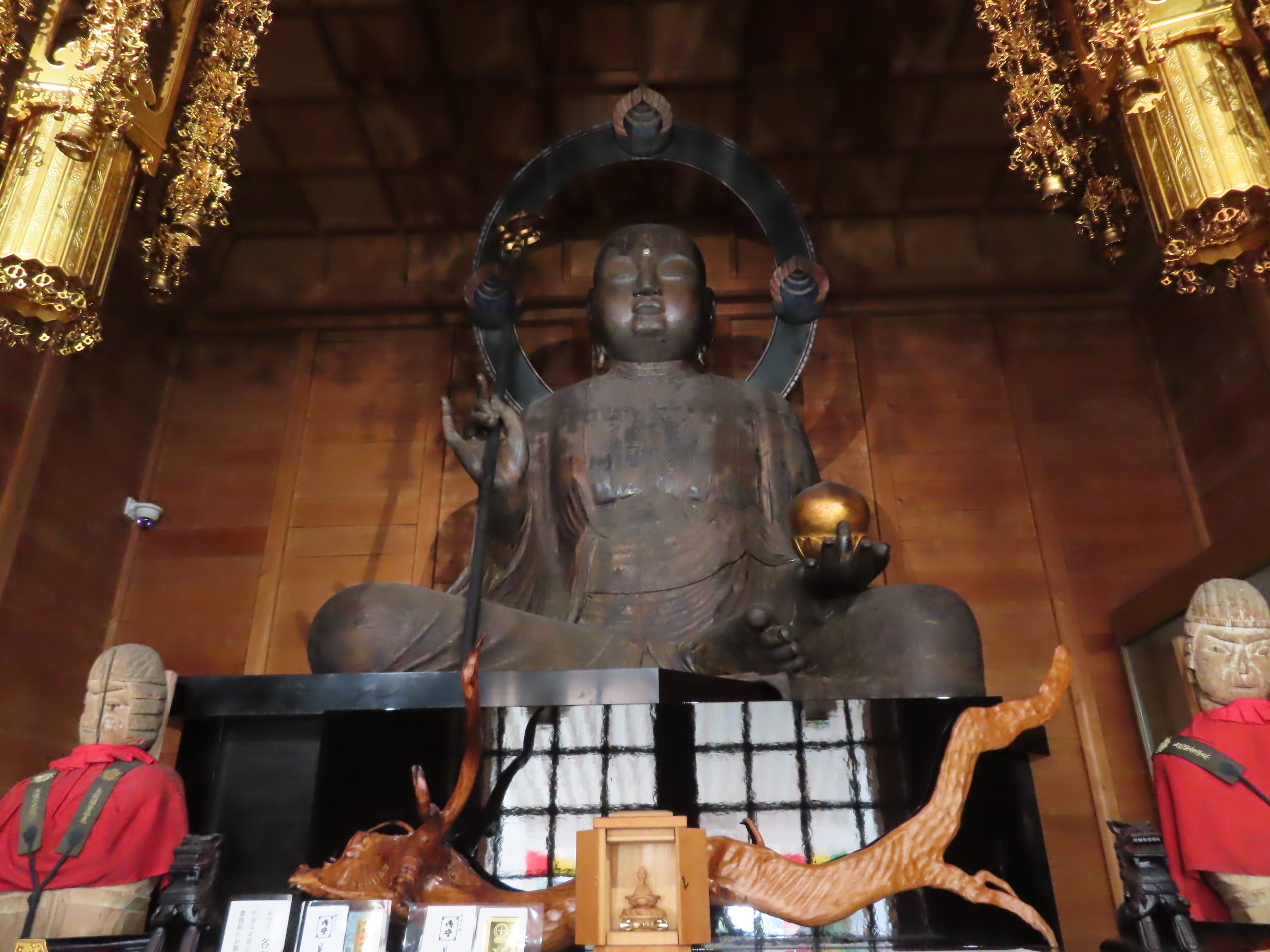
木造地蔵菩薩半跏像

鳥取県指定保護文化財
- 宋青磁香炉
- 擬宝珠

- 木造地蔵菩薩半跏像